# Кубок світу з біатлону 2011—2012
Кубок світу з біатлону в сезоні 2011—2012 відбувається з 30 листопада 2011 до 18 березня 2012 й складається з 10 етапів, включно з чемпіонатом світу в Рупольдінгу.

## Національні квоти країн
Кількість біатлоністів, що беруть участь в Кубку світу від окремої національної збірної, визначаєтся згідно з місцем команди в Кубку націй у попередньому сезоні. Відповідно до результатів попереднього сезону національні команди будуть представлені наступною кількістю спортсменів:
| Місце в Кубку націй | Реєстрація | Старт | Чоловіки                                            | Жінки                                                    | Всього |
| ------------------- | ---------- | ----- | --------------------------------------------------- | -------------------------------------------------------- | ------ |
| з 1 по 5            | 8          | 6     | Норвегія, Німеччина, Росія, Австрія, Франція        | Німеччина, Росія, Швеція, Франція, Норвегія              | 30     |
| з 6 по 10           | 7          | 5     | Україна, Швеція, Італія, Чехія, Словенія            | Україна, Білорусь, Італія, Польща, Словаччина            | 25     |
| з 11 по 15          | 6          | 4     | Швейцарія, США, Болгарія, Білорусь, Канада          | Чехія, Словенія, Фінляндія, Казахстан, США               | 20     |
| з 16 по 20          | 5          | 3     | Естонія, Польща, Словаччина, Фінляндія, Латвія      | Естонія, КНР, Румунія, Болгарія, Канада                  | 15     |
| з 21 по 25          | 4          | 2     | Японія, Казахстан, Велика Британія, Сербія, КНР     | Японія, Латвія, Швейцарія, Південна Корея, Австрія       | 10     |
| з 26 по 30          | 3          | 1     | Південна Корея, Румунія, Австралія, Литва, Хорватія | Велика Британія, Литва, Андорра, Нова Зеландія, Вірменія | 5      |
| Джокер              | —          | —     |                                                     |                                                          | 3      |
| Загалом             | —          | —     | —                                                   | —                                                        | 108    |

## Календар
Розклад змагань Кубка світу в сезоні 2011—2012.
| Місце проведення | Дата                    | Спринт | Персьют | Мас-старт | Індив. гонка | Естафета | Змішана естафета | Детальніше      |
| ---------------- | ----------------------- | ------ | ------- | --------- | ------------ | -------- | ---------------- | --------------- |
| Естерсунд        | 30 листопада — 4 грудня | ●      | ●       |           | ●            |          |                  | детальніше      |
| Гохфільцен       | 9-11 грудня             | ●      | ●       |           |              | ●        |                  | детальніше      |
| Гохфільцен       | 15-18 грудня            | ●      | ●       |           |              |          | ●                | детальніше      |
| Обергоф          | 4-8 січня               | ●      |         | ●         |              | ●        |                  | детальніше      |
| Нове-Место       | 11-15 січня             | ●      | ●       |           | ●            |          |                  | детальніше      |
| Антерсельва      | 19-22 січня             | ●      |         | ●         |              | ●        |                  | детальніше      |
| Гольменколлен    | 2-5 лютого              | ●      | ●       | ●         |              |          |                  | детальніше      |
| Контіолагті      | 10—2012 лютого          | ●      | ●       |           |              |          | ●                | детальніше      |
| Рупольдінг       | 1-11 березня            | ●      | ●       | ●         | ●            | ●        | ●                | Чемпіонат світу |
| Ханти-Мансійськ  | 16-18 березня           | ●      | ●       | ●         |              |          |                  | детальніше      |
| Загалом          | Загалом                 | 10     | 8       | 5         | 3            | 4        | 3                |                 |

## Таблиці

### Загальний залік. Чоловіки
| Місце | Біатлоніст                 | Очки |
| ----- | -------------------------- | ---- |
|       | Мартен Фуркад (FRA)        | 1100 |
| 2     | Еміль Хегле Свендсен (NOR) | 1035 |
| 3     | Андреас Бірнбахер (GER)    | 837  |

### Спринт. Чоловіки
| Місце | Біатлоніст                 | Очки |
| ----- | -------------------------- | ---- |
|       | Мартен Фуркад (FRA)        | 423  |
| 2     | Еміль Хегле Свендсен (NOR) | 378  |
| 3     | Карл Юхан Бергман (SWE)    | 287  |

### Переслідування. Чоловіки
| Місце | Біатлоніст                 | Очки |
| ----- | -------------------------- | ---- |
|       | Мартен Фуркад (FRA)        | 384  |
| 2     | Еміль Хегле Свендсен (NOR) | 348  |
| 3     | Тар'єй Бо (NOR)            | 257  |

### Мас-старт. Чоловіки
| Місце | Біатлоніст                 | Очки |
| ----- | -------------------------- | ---- |
|       | Андреас Бірнбахер (GER)    | 260  |
| 2     | Еміль Хегле Свендсен (NOR) | 218  |
| 3     | Мартен Фуркад (FRA)        | 202  |

### Індивідуальна гонка
| Місце | Біатлоніст                 | Очки |
| ----- | -------------------------- | ---- |
|       | Сімон Фуркад (FRA)         | 125  |
| 2     | Яков Фак (SLO)             | 113  |
| 3     | Еміль Хегле Свендсен (NOR) | 108  |

### Естафета. Чоловіки
| Місце | Країна   | Очки |
| ----- | -------- | ---- |
| 1     | Франція  | 198  |
| 2     | Норвегія | 190  |
| 3     | Росія    | 189  |

## Таблиці. Жінки

### Загальний залік. Жінки
| Місце | Біатлоністка           | Очки |
| ----- | ---------------------- | ---- |
|       | Магдалена Нойнер (GER) | 1216 |
| 2     | Дарія Домрачова (BLR)  | 1188 |
| 3     | Тора Бергер (NOR)      | 1054 |

### Спринт. Жінки
| Місце | Біатлоністка           | Очки |
| ----- | ---------------------- | ---- |
|       | Магдалена Нойнер (GER) | 571  |
| 2     | Дарія Домрачова (BLR)  | 471  |
| 3     | Кайса Мякяряйнен (FIN) | 401  |

### Переслідування. Жінки
| Місце | Біатлоністка           | Очки |
| ----- | ---------------------- | ---- |
|       | Дарія Домрачева (BLR)  | 392  |
| 2     | Магдалена Нойнер (GER) | 372  |
| 3     | Тура Бергер (NOR)      | 361  |

### Мас-старт. Жінки
| Місце | Біатлоністка          | Очки |
| ----- | --------------------- | ---- |
|       | Дарія Домрачова (BLR) | 250  |
| 2     | Тура Бергер (NOR)     | 241  |
| 3     | Марі-Лор Брюне (FRA)  | 127  |

### Індивідуальна гонка
| Місце | Біатлоністка           | Очки |
| ----- | ---------------------- | ---- |
|       | Гелена Екгольм (SWE)   | 138  |
| 2     | Дарія Домрачова (BLR)  | 116  |
| 3     | Кайса Мякяряйнен (FIN) | 116  |

### Естафета
| Місце | Країна   | Очки |
| ----- | -------- | ---- |
| 1     | Франція  | 216  |
| 2     | Норвегія | 205  |
| 3     | Росія    | 192  |

## Змішана естафета
| Місце | Країна    | Очки |
| ----- | --------- | ---- |
| 1     | Росія     | 143  |
| 2     | Франція   | 138  |
| 3     | Німеччина | 128  |

## Кубок націй
| Місце | Країна    | Очки |
| ----- | --------- | ---- |
| 1     | Росія     | 7070 |
| 2     | Франція   | 7044 |
| 3     | Німеччина | 6901 |
| 4     | Норвегія  | 6712 |
| 5     | Швеція    | 6333 |
| 6     | Чехія     | 5813 |
| 7     | Австрія   | 5790 |
| 8     | Італія    | 5692 |
| 9     | США       | 5659 |
| 10    | Україна   | 5448 |

| Місце | Країна     | Очки |
| ----- | ---------- | ---- |
| 1     | Росія      | 7089 |
| 2     | Німеччина  | 7084 |
| 3     | Франція    | 6857 |
| 4     | Норвегія   | 6716 |
| 5     | Білорусь   | 6490 |
| 6     | Україна    | 6143 |
| 7     | Швеція     | 5891 |
| 8     | Польща     | 5594 |
| 9     | Словаччина | 5275 |
| 10    | Італія     | 5185 |

## Досягнення
Перша перемога на етапах Кубка світу
- Андрій Маковєєв (RUS), в його 8-у сезоні — на 5-у етапі Кубка світу в індивідуалці в Новому-Месті; перший подіум був в сезоні 2006-07 в спринті в Ханти-Мансійську
- Фредрик Ліндстрем (SWE), в його 4-у сезоні — на 6-у етапі Кубка світу в спринті в Антхольці, це водночас був і його перший подіум.
- Євгеній Гаранічев (RUS), в його 2-у сезоні — на 7-у етапі Кубка світу в спринті в Осло, перший подіум був у цьомуж сезоні в спринті в Антхольці.
- Яков Фак (SLO), в його 6-у сезоні — на Чемпіонаті світу в індивідуалці в Рупольдингу, перший подіум був у сезоні 2008-09 в індивідуалці в Пхенчхані.

Перший подіум на етапах Кубка світу
- Анна Марія Нільссон (SWE), 2 місце в її 10-у сезоні — на 1-у етапі Кубка світу в індивідуалці в Естерсунді
- Ярослав Соукуп (CZE), 3 місце в його 9-у сезоні — на 1-у етапі Кубка світу в персьюті в Естерсунді
- Тимофій Лапшин (RUS), 3 місце в його 1-у сезоні — на 3-у етапі Кубка світу в спринті в Гохфільцені
- Євгеній Гаранічев (RUS), 2 місце в його 2-у сезоні — на 6-у етапі Кубка світу в спринті в Антхольці
- Дмитро Малишко (RUS), 3 місце в його 1-у сезоні — на 8-у етапі Кубка світу в персьюті в Контіолагті
- Ольга Вілухіна (RUS), 3 місце в її 3-у сезоні — на Чемпіонаті світу в персьюті в Рупольдингу

Перемоги в поточному сезоні (в дужках перемоги за весь час)
- Маґдалена Нойнер (GER), 10 (34)
- Мартен Фуркад (FRA), 8 (14)
- Дарія Домрачова  (BLR), 6 (9)
- Еміль Хегле Свендсен  (NOR), 4 (28)
- Тура Бергер (NOR), 4 (16)
- Ольга Зайцева (RUS), 3 (12)
- Андреас Бірнбахер (GER), 3 (4)
- Арнд Пайффер (GER), 2 (6)
- Кайса Мякяряйнен (FIN), 2 (5)
- Карл Юхан Бергман (SWE), 2 (3)
- Уле-Ейнар Б'єрндален (NOR), 1 (93)
- Андреа Генкель  (GER ), 1 (21)
- Тар'єй Бо (NOR), 1 (6)
- Антон Шипулін (RUS),1 (2)
- Андрій Маковєєв (RUS), 1 (1)
- Фредрик Ліндстрем (SWE), 1 (1)
- Євгеній Гаранічев (RUS), 1 (1)
- Яков Фак (SLO), 1 (1)

## Завершення виступів
- Маґдалена Нойнер (GER)
- Гелена Екгольм (SWE)
- Анна Марія Нільссон (SWE)
- Ганна Богалій-Титовець (RUS)
- Даніель Граф (GER)